# Maik Beermann

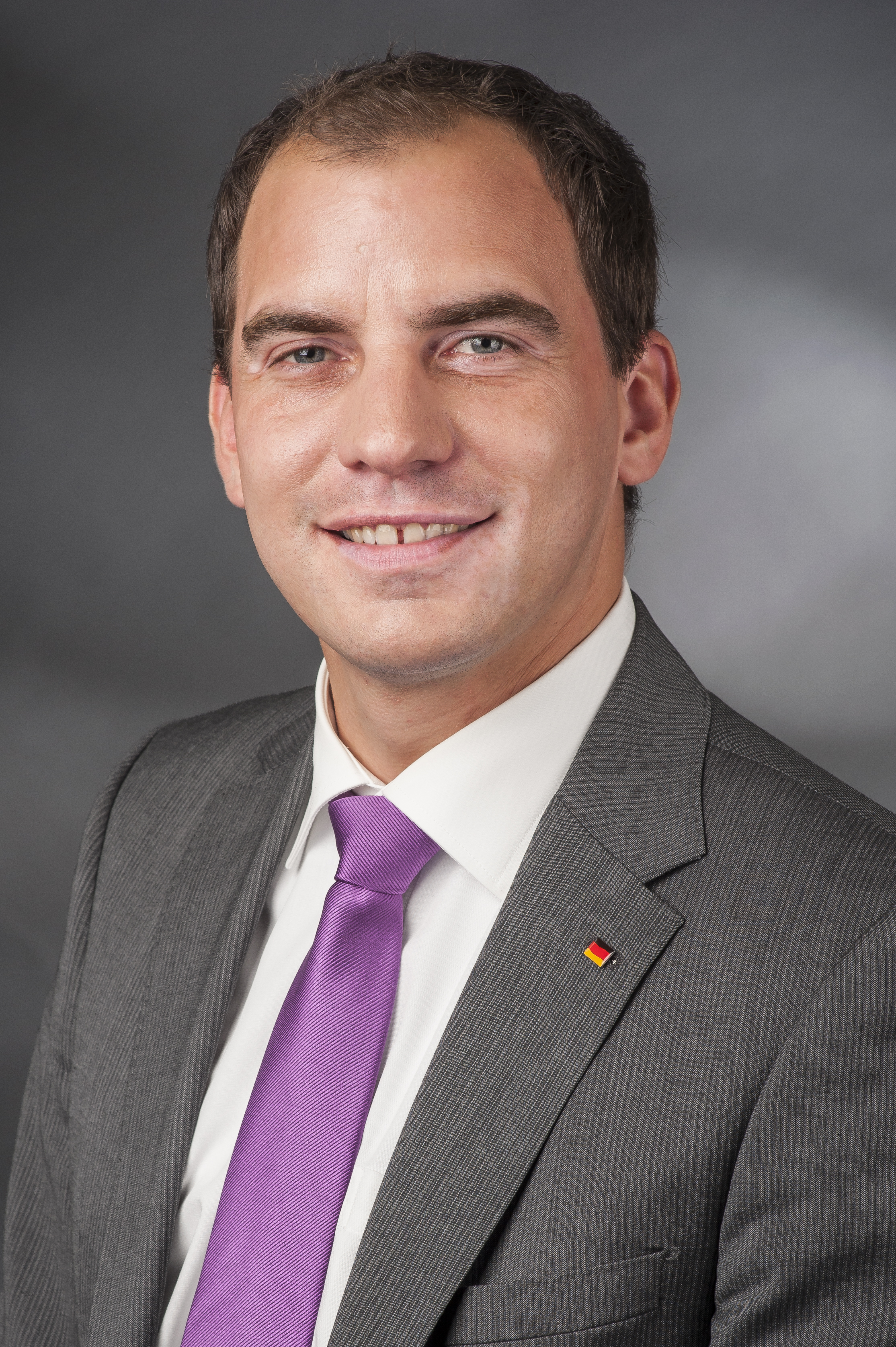
Maik Beermann (2014)

Maik Beermann (* 19. Oktober 1981 in Nienburg/Weser) ist ein deutscher Politiker (CDU). Er war von der Bundestagswahl 2013 bis zur Bundestagswahl 2021 Mitglied im Deutschen Bundestag.

## Leben
Nach dem Realschulabschluss machte Beermann von 1998 bis 2001 eine Ausbildung zum Bankkaufmann bei der Sparkasse Nienburg. 2005 folgte eine Fortbildung zum Sparkassenfachwirt. 2006 machte er sein Studium zum Sparkassenbetriebswirt an der Niedersächsischen Sparkassenakademie in Hannover. Von 2009 bis 2013 war er Marktbereichsleiter bei der Sparkasse Nienburg, wo er seit der Ausbildung tätig war. Er ist evangelisch, zum zweiten Mal verheiratet und hat drei Töchter. Wohnhaft ist Maik Beermann im Ortsteil Wendenborstel der Gemeinde Steimbke im Landkreis Nienburg.

## Politisches Engagement
Beermann trat 1997 in die Junge Union und 2001 in die CDU ein. Von 2007 bis 2012 war er Kreisvorsitzender der Jungen Union im Landkreis Nienburg. Seit 2001 ist er als Gemeinderat in der Kommunalpolitik aktiv und wurde 2011 stellvertretender Bürgermeister der Gemeinde Steimbke.
Von 2006 bis 2016 saß er im Samtgemeinderat Steimbke und war seit 2011 Vorsitzender des Schulausschusses und Mitglied im Finanzausschuss des Samtgemeinderates. Seit der Kommunalwahl 2016 ist er Mitglied des Kreistages im Landkreis Nienburg und wurde zum stellvertretenden Landrat gewählt. Er ist Mitglied des Kreisausschusses im Kreistag.

## Abgeordneter
Bei der Bundestagswahl 2013 kandidierte er für das Direktmandat im Wahlkreis 40 Nienburg II – Schaumburg, konnte dieses aber trotz 41,6 Prozent der Erststimmen gegen Sebastian Edathy (SPD) nicht gewinnen. Er wurde jedoch über Platz 26 der CDU-Landesliste Niedersachsen in den Bundestag gewählt. Im August 2016 wurde er erneut als Direktkandidat aufgestellt und im Mai 2017 ebenfalls erneut auf Platz 26 der CDU-Landesliste gewählt. Bei der Bundestagswahl 2017 erreichte Beermann das Direktmandat im Wahlkreis 40 Nienburg II – Schaumburg mit 40,6 % der Erststimmen.
Beermann war ordentliches Mitglied im Ausschuss für Familie, Senioren, Frauen und Jugend und Obmann im Ausschuss für Digitale Agenda. Er war stellvertretendes Mitglied im Ausschuss für Ernährung und Landwirtschaft. Außerdem war er Stellvertreter im parlamentarischen Beirat für nachhaltige Entwicklung, Mitglied der Jungen Gruppe der CDU/CSU-Bundestagsfraktion und Schriftführer.

## Ehrenamt
Beermann ist der 1. Vorsitzende des Schützenvereins Wendenborstel e. V., Mitglied im Spielmannszug Steimbke, in der DLRG, im Sozialverband Deutschland, bei der AWO Schaumburg, bei Hannover 96, bei der SG Wendenborstel und in der Feuerwehr in Wendenborstel.